# Kusonje
Kusonje es una localidad de Croacia situada en la ciudad de Pakrac, en el condado de Požega-Eslavonia. Según el censo de 2021, tiene una población de 262 habitantes.
Fue sede de violentos combates en el año 1991.

## Demografía
Según el censo de población de 2011, el pueblo de Kusonje tenía 308 habitantes. Esto representa el 27,97% de su población anterior a la guerra según el censo de 1991.
| Gráfica de población de Kusonje 1857-2021                           |
|                                                                     |
| Según los censos de población de la Oficina de Estadísticas Croata. |

## Historia
Los orígenes de Kusonje hay que buscarlos en los de Pakrac, ciudad de la cual es vecina. Ya en 1543, la aldea pasó al poder del Imperio Otomano, dominio que duró hasta que fue expulsado por los austriacos en 1691. 
La iglesia local de la aldea, llamada de San Jorge, fue construida entre 1732 y 1734. En 1888, fue reconstruida por los daños que había tenido con el tiempo.
En el período anterior a la Segunda Guerra Mundial, la aldea era de mayoría étnica serbia.
El primer registro de tensiones interétnicas y conflictos ocasionales ocurrieron con la culminación de la crisis estatal y política del Reino de Yugoslavia en los años treinta del siglo XX. Al principio, estos conflictos fueron de bajo nivel pero crecieron con el tiempo. Los primeros incidentes armados se registraron durante la dictadura de septiembre implantada por el rey Alejandro en 1929. La primera víctima ocurrió en 1939, cuando fue asesinado el 18 de octubre de 1939 Peru Vrtar, en Kusonje, entonces presidente del Partido Campesino Croata (HSS) de Španovica.

### Segunda Guerra Mundial
Mayores cambios fueron provocados por el establecimiento del Estado Independiente de Croacia (NDH) en abril de 1941 y la entrada en vigor de las leyes raciales. La escuela de Kusonje que todavía funcionaba en 1941 tuvo cambios notables en su programa educativo. A partir de entonces, se enseñó lo que servía la propaganda, se desechó por completo el alfabeto cirílico y se utilizó un nuevo diccionario y calendario. Los serbios prominentes fueron expulsados primero de la aldea con el pretexto de que eran enemigos. Los llevaron al primer campo de concentración de Danica y de allí a Lika.
Agosto de 1942 fue sangriento para los serbios en otras aldeas de Pakrac, por lo que antes de Kusonje, Kričke también sufrió, al igual que Toranj, Dereza, Branešci y Japaga. El 4 de agosto de 1942, los ustashas tomaron a 65 habitantes de la aldea de Donja Obrijež y los asesinaron en un bosque a unos cientos de metros detrás de la iglesia de San Pantaleón. Arrojaron sus cuerpos en un pozo excavado. En la madrugada del 5 de agosto, en Dereza, 250 personas fueron asesinadas y arrojadas a dos pozos.
El 13 de agosto de 1942, con la ayuda de la Legión Negra Ustaša de Pakrac, los Ustaša de Španovica ingresaron a la cercana aldea serbia de Kusonje y obligaron a 463 hombres a entrar en una iglesia, los rociaron con combustible, los quemaron y mataron y arrojaron a los pozos. El mismo día, 227 personas fueron asesinadas en la vecina Dragović, y unos días después, la aldea de Lipovac fue incendiada y la mayoría de la población murió. Las mujeres y los niños fueron llevados a los campamentos de internados.
Aunque nunca se ha establecido el número exacto, otra fuente señala que las estimaciones de muertos en Kusonje lo sitúan en 700 personas.

### Hechos posteriores a la guerra
Los antiguos pobladores comenzaron a volver al pueblo en 1945 y 1946, regresando menos de la mitad del número de preguerra. Según el censo anterior disponible (1931), la aldea tenía 916 habitantes mientras que el siguiente, 1948, tenía solo 450.
La Iglesia de San Jorge, que hasta 1987 estuvo sin techo, fue reparada permaneciendo así hasta 1992. años cuando fue nuevamente dañada. 

### Guerra de la independencia croata
Antes del comienzo de la Guerra de la Independencia de Croacia que asoló la región entre 1991 y 1995, la aldea mantenía su mayoría étnica serbia. DUrante el conflicto, Kusonje sufrió la misma dinámica que el resto del municipio de Pakrac. Con el inicio del levantamiento, pasó a estar bajo dominio de la Región Autónoma Serbia de Eslavonia Occidental en agosto de 1991.
Ante tal situación, el 2 de septiembre, la Guardia Nacional Croata (ZNG) desplegó la Compañía A del 1.er Batallón de la 105.ª Brigada de Infantería en Pakrac para reforzar las defensas de la policía en el área. La violencia en Eslavonia Occidental estalló una vez más el 3 y 4 de septiembre, cuando las fuerzas serbias atacaron las aldeas de Četekovac, Čojlug y Balinci, al sur de Slatina, matando a dos policías y 21 civiles.  La compañía asumió un rol de defensa y reaccionaría en situaciones críticas. Por esa razón, recibió un vehículo improvisado construido en Prekopakra.
El 8 de septiembre, una sección de 19 miembros fue enviada a Kusonje en el vehículo blindado improvisado. Aproximadamente a las 07:30, el vehículo fue emboscado por las tropas serbocroatas siendo impactado por un cohete antitanque. Las tropas de la ZNG lo debieron abandonar refugiándose en la casa número 55, cercana al lugar de impacto. Allí comenzó la resistencia.
Al anoticiarse de la emboscada, la ZNG desplegó una fuerza para extraer el pelotón de reconocimiento. La fuerza de apoyo consistió en el resto de la Compañía A con el apoyo de la Unidad de Policía Especial Omega, la policía de reserva y los refuerzos de ZNG de Virovitica. Esta fuerza no pudo llegar a los emboscados, que se estaban quedando sin municiones. El estancamiento continuó hasta la mañana del 9 de septiembre, cuando las fuerzas serbias usaron explosivos para demoler una parte de la casa donde los cercados habían buscado refugio.  Once miembros habían muerto durante los combates. Los siete restantes, que se habían quedado sin municiones, se rindieron a las fuerzas serbias que habían rodeado la casa y luego fueron asesinados por sus captores.
Como la fuerza que fue enviada para reforzar y extraer el pelotón de reconocimiento tuvo más bajas, el total de pérdidas croatas en la lucha y sus consecuencias inmediatas ascendieron a 20 muertos. El destino del pelotón de reconocimiento no fue conocido de inmediato por las autoridades croatas o los familiares durante meses. Los detalles de sus muertes se dieron a conocer en diciembre de 1991.
Los croatas recuperaron la aldea de Kusonje el 25 de diciembre empleando la 3.ª Compañía del Batallón 76 y Policía Especial Pakrac desde Krndije (ataque principal); 1.ª y 2.ª Compañía del 1.er Batallón de la 104.ª Brigada (Varaždin) desde el bosque Zukva y el Batallón 77 desde Dereza. Esta aldea había sido una importante base de fuego del JNA y sería determinante para poder iniciar con la Acción Alfa. Cuando las tropas ingresaron a la localidad se dieron cuenta de que estaba vacía con excepción de algunas personas de edad mayor.
Como parte del contraataque del JNA luego del fracaso de la Acción Alfa, las fuerzas serbias, con unidades pequeñas, entraron en el área de Kusonje y tomaron el control de parte de la ruta Kusonje - Dragović, que nuevamente interrumpió la comunicación entre Pakrac – Kamensko – Požega.
Las fuerzas croatas (Brigada 127) recobraron Kusonje el 30 de diciembre.
Los cuerpos de los emboscados fueron exhumados el 28 de enero de 1992. Junto con los soldados, también se exhumaron los cuerpos de 23 civiles una fosa común próxima a Brusnik.

### Incidente en la ceremonia de conmemoración en el año 1993
Dos años después del enfrentamiento, el 8 de septiembre de 1993, se hizo una ceremonia en el lugar de los hechos para homenajear a los muertos. En el momento de colocación de una corona de flores explotó una mina perdiendo la vida dos personas mientras una docena resultó herida. En esa ocasión, mientras brindaba el servicio de seguridad al homenaje, fue herido un miembro del ARGBAT.
Según la declaraciones presentadas por Croacia ante la Corte Internacional de Justicia en el litigio contra Serbia por violaciones de la Convención para la Prevención y la Sanción del Delito de Genocidio, la causa de la explosión fue la colocación de una mina PROM por un equipo de sabotaje de cuatro serbios que procedió "por iniciativa propia, porque uno de ellos lo propuso y los demás lo aceptaron. El mismo grupo minó el puente del tren sobre el río Bijela cerca de Lipik en 1993/94".

### Hechos posteriores
La iglesia fue nuevamente dañada en la última guerra. Las ventanas se instalaron en 2006, y se puede decir que se renovó en 2009. La iglesia es el centro social del pueblo, los servicios se realizan regularmente una vez al mes y en honor a San Jorge y conmemoración del 13 de agosto de 1942 - explica Kozlović. Lo que queda es revelar la identidad de las víctimas de Kusonje.

## Archivos multimedia
- Tráiler de la película Broj 55, hecha en homenaje a los miembros del ZNG emboscados el 8 de septiembre de 1991 (en croata).
- TV Kalendar - Crímenes en Kusonje el 8 de septiembre de 1991 y 1993 (en croata).
- Funeral de los combatientes asesinados de Kusonje (en croata).